# Alistratia beroni
Alistratia beroni là một loài chân đều trong họ Trichoniscidae. Loài này được Andreev miêu tả khoa học năm 2004.